# جوردن جوزيف
جوردن جوزيف (بالفرنسية: Jordan Joseph)‏ هو لاعب اتحاد الرغبي فرنسي، ولد في 31 يوليو 2000 في فرنسا.

## وصلات خارجية
- جوردن جوزيف على موقع ItsRugby.co.uk (الإنجليزية)